# Pourouma hirsutipetiolata
Pourouma hirsutipetiolata är en nässelväxtart. Pourouma hirsutipetiolata ingår i släktet Pourouma och familjen nässelväxter.

## Underarter
Arten delas in i följande underarter:
- P. h. hirsutipetiolata
- P. h. hispida